# التجاوز على الأراضي في العراق

أرض حكومية تجاوز عليها موطنون فقراء في محافظة بابل سنة 2013 يخشون من الحكومة أن تطردهم

التجاوز على الأراضي في العراق هو تغيير فعلي لصنف الأراضي السكنية والزراعية والحكومية أو الاستفادة منها أو البناء عليها بما يخالف ضوابط حماية البيئة الخضراء، ويخالف ضوابط السكن الحضري والتنمية الزراعية وملكية الدولة والأمن المجتمعي، قالت سحر حيّال غانم إن التجاوز هو "التعدي أو الخروج عن المباح في التعامل مع كل مُلك ثابت له أصل وقرار"، يشمل التجاوز الاستحواذ على عقارات حكومية واتخاذها مسكناً أو متجراً، ويشمل تجزئة المساكن إلى مساكن ذات مساحات قليلة، ولا تعترف الدولة بمناطق التجاوز فلا تُعبّد شوارعها ولا تُمدّ بكهرباء ولا ماء ولا مدارس، وقد سعت الحكومات العراقية منذ تأسيس المملكة العراقية إلى وضع تشريعات وقوانين تمنع التجاوز، غيرَ أن التجاوز لا يزال يحدث لأسباب اقتصادية وأمنية وسياسية واجتماعية، يكثر اقتراح تمليك الأراضي للمتجاوزين مقابل فرض التزامات عليهم، أحصت الحكومة العراقية الأراضي المتجاوز عليها ونشرت تقريرها سنة 2016، وتبيّن فيه أن عدد التجمّعات العشوائية في العراق ما عدا كردستان العراق بلغت 1552 تجمّعاً، فيها 346886 مسكناً عشوائياً، يسكنها 2418864 ساكناً، منها 98% أراضي تملكها الدولة، و2% يملكها المواطنون، ازداد السكن العشوائي بعد الاحتلال الأمريكي للعراق سنة 2003، من جرّاء التهجير والنزوح وانتقال بعض أهالي الريف إلى مدن، فصار 22% من محافظة بغداد مناطق متجاوزاً عليها، و18% من محافظة نينوى و11% من محافظة البصرة، ولا يزال التجاوز يزداد في أنحاء العراق، يُسمى التجاوز في العراق حواسم، إذ يضاف إلى معركة الحواسم سنة 2003 حين غزا العراقَ واحتلّه الجيشُ الأمريكي، فأزالوا حكومةَ صدام حسين، فحدثت فوضى وتجرّأَ متجاوزون على الاستيلاء على أراضي الدولة، حينئذٍ نشأ مصطلح الحواسم، الذي يدلّ على التجاوز عموماً وعلى أراضي الدولة خصوصاً، وصار من يفعل ذلك يُسمّى مُحَوسِماً، والفعل حوسمَ والمصدر حوسمة، وقد عرّفَ التجاوزَ مجلسُ قيادة الثورة في قراره المرقم 154 سنة 2001 وفي نص المادة 1 من تعليمات تنفيذ ذلك القرار إذ قالوا "يُعدّ تجاوزاً التصرّفات الآتية الواقعة على العقارات العائدة للدولة والبلديات ضمن حدود التصاميم الأساسية للمدن دون الحصول على موافقة أصولية" 1-البناء سواء كان موافقاً أم مخالفاً للتصميم الأساسي للمدن.2- استغلال المُشيّدات.3- استغلال الأراضي. ومِن يتجاوز على الأراضي ذات الملكية الخاصة فإنه يُحاسب محاسبةَ المتعدّي المغتصب للأرض إن كانت نيّته سيئة، وذُكر ذلك في أحكام المادة 197 من القانون المدني العراقي المعدّل رقم 40 لسنة 1951، علماً بأنّ ردع تجاوز المتجاوزين لا يزال ضعيفاً، إذ لا يتيسّر للحكومة أحياناً أن تطرد المتجاوزين، ولا هي تخطط تخطيطاً وافياً لمشاريع إسكان كافية للنمو السكاني، وتزداد المشكلة صعوبةً في النزوح والهجرات القسرية التي لا يمكن صدّها، ويحدث التجاوز على أراضي الدولة أحياناً بجهود ذاتية فتُصبح الأراضي المستولى عليها ضئيلة الخدمات الأساسية التي يتطلبها السكن اللائق، بل تُبنى فيها مساكن كثيرة بدون تراخيص بناء، تتساهل التشريعات العراقية مع المتجاوز على بعض أراضي الدولة إن كان غرضه زراعتَها، لأن في الزراعة تنمية غذائية وتحسيناً للبيئة وسبيلاً إلى تقوية الاقتصاد المحلية، وهؤلاء المتجاوزين لغرض الزراعة قد تمنحهم الدولة حق التصرّف في الأراضي التي استولوا عليها بدون تمليكهم إياها، قالت سحر حيّال غانم "نجد أن المشرع العراقي اعتمد سياسةً أكثر مرونة في التعامل مع التجاوز الزراعي". تُتخذ التصاميم الأساسية للمدن مقياساً من مقاييس تحديد التجاوز السكني،

قاعة الهيثم في قضاء الحمدانية أرضها زراعية الصنف ليست تجارية والقاعة غير مرخصة ومخالفة لتعليمات الدفاع المدني

وفي داخل المدن يكثر التجاوز على أراضي الدولة والأراضي الزراعية، وتكثر مناطق التجاوز في أطراف المدن، كُتب في موضوع التجاوز على الأراضي دراسات كثيرة، بعضها عام، وبعضها محدد لمدن العراق ومناطقه، يتطلب السكن الحضري ضمن استعمالات كل مدينة أن يكون فيها مساحات خضراء تكون كالرئة التي يتنفس بها أهل المدينة، وفي بعض المدن تساوي الأراضي الخضراء 25% من مساحة المدينة. ومثلما يدلّ التجاوز على الأملاك الحكومية، يدلّ أيضاً على استيلاء أفراد على أراضٍ خاصة لأفراد. وفي 14 آب سنة 2023، أعلنت الأمم المتحدة أن العراق في المرتبة الخامسة بين الدول الأكثر عرضة للتأثر بالتغير المناخي، وذكرَ برنامج الأمم المتحدة الإنمائي أن العراق يفقد نحو 400 ألف دونم من الأراضي الزراعية سنوياً،(1) بسبب التغيرات المناخية.
في 13 كانون الثاني سنة 2025، ذكر موقع السومرية نيوز "أن العقارات العائدة للدولة تتراوح بين 600 ألف و مليون عقار في بغداد والمحافظات، وعلى الأقل فأن حوالي نصفها متجاوز عليها او مسروق، حيث تتنوع العقارات المتجاوز عليها أو المستولى عليها بالتزوير والشراء باثمان بخسة، على شكل بنايات في مواقع استراتيجية وصناعية وتجارية في بغداد والمحافظات، فضلا عن المئات من البنايات والقصور والأماكن السياحية، التي كانت تعود للنظام السابق والمسؤولين فيه".

## أقسام حيازة الأراضي

### نبذة تاريخية
قال إبراهيم الحيدري في مقاله (نظام الملكية في العراق وتفكك القبيلة)"يعود نظام ملكية الارض في العراق الى العهد الساساني القديم الذي دعي بنظام اللزمة، أي إدارة الأراضي الزراعية من قبل وكلاء للمالكين الكبار للأراضي أطلق عليهم الدهاقين أو السراكيل الذين كانوا في خدمة الملك الساساني وحاشيته، وقد مثلت علاقات حيازة الأراضي وملكيتها بدايات لنظام شبه إقطاعي ساد في أغلب الاراضي الزراعية آنذاك.
ولكن بعد الفتح الإسلامي للعراق اعتبرت جميع الاراضي الزراعية كغنائم حرب، واعتبرت الأراضي غير الرزاعية أراضي تابعة لملكية الدولة الإسلامية، ومع ذلك كانت هناك استثناءات: فالأمويون والعباسيون أقروا مبدأ التملك الخاص للأراضي التي كانت في الأصل أراضي زراعية ممتلكة من قبل أشخاص، وبقيت الأراضي غير المزروعة أراضي تابعة لملكية الدولة.
وقال مظفر عبود وماجد جاسم في مقالهما (الأراضي الزراعية في العراق) "اعتبرت أرض العراق خراجية حتى الحكم العثماني عام 1534م حيث طُبق نظام التيمار (وهو ما يعطي معنى الأميرية باللغة التركية) الذي اعتبر القسم الأعظم من الأراضي ملكاً لبيت المال وتكون الرقبة لبيت المال، وأُلغي نظام التيمار في عام 1839م واستعادت الدولة كافة الأراضي وقامت بتمليك بعضها إلى الأشخاص وبذلك نشأت الملكية الخاصة بجانب ملكية الدولة وكذلك تم منح الانتفاع بقسم من الأرضي إلى الأشخاص مقابل دفع العشر وبذلك نشأت حيازة جديدة هي حق التصرف..."، "من الوثائق التي ذاع صيتها في حل الإشكالات على الأرض هو ما تم على يد الخبير البريطاني (داوسون) حيث تم الاستفادة من مقترحاته في إرساء قواعد التسوية ومنح اللزمة بالأرض في العراق في عام 19322 ولقد شرع في العهد الملكي قانون 51 لسنة 1932م الذي أعطيت بموجبه بعض الأراضي الأميرية باللزمة للأشخاص وبذلك نشأ نوع آخر من الحيازة هو حيازة الأرض الممنوحة باللزمة".

### السجلات العثمانية للأراضي العراقية
قالت المس بيل في كتابها (فصول من تاريخ العراق القريب) "كانت أولى الصعوبات التي واجهناها في تشكيل الإدارة المدنية في المناطق المحتلة قد ازداد تأثيرها إلى حد كبير بفرار جميع موظفي العهد التركي السابق، عدا بعض الموظفين الصغار من العرب، إلى الخارج مستصحبين معهم أحدث السجلات والوثائق الحكومية" وقالت "غيرَ أنه وصل من الهند في أواسط كانون الثاني المستر هنري دوبس آي.سي.أيس، ناظرُ الواردات فأخذ يدرس ما تركه الأتراك من سجلات وكان معظمها قديماً بالياً وقد وجد متروكاً مع أكوام من الخشب واللوح في أفنية الدوائر التركية وكانت السجلات الوحيدة التي لوحظ فيها شيء من النظام والترتيب سجلاتُ سندات الطابو العائدة للأراضي والأملاك المسجلة، وكان إفلات هذه السجلات من التلف يعد ضرباً من حسن الحظ لأن ضياعها يمكن أن يعتبر ضربة قاضية على ملاكي الولاية وتجارها."..

### تصنيف الأراضي
صُنّفت أراضي العراق في قانون تسوية الأراضي رقم 50 لسنة 1932 وتعديلاته، وبموجبه صارت أصناف الأراضي 4 أصناف:
- 1- الاراضى المملوكة: وهى التى يكون لصاحبها عليها حق الملكية بما فيه حق الرقبة وحق الاستغلال والتصرف، قال الدكتور عبد الصاحب العلوان نائبُ عميد كلية الزراعة "إن الاراضى المملوكة والتي تعرف بالأملاك الصرفة، قليلة جدا في العراق ومعظمها يقع داخل حدود المدن والقصبات".
- 2- الأراضى المتروكة: وهى الأراضى التى ترك حق الانتفاع بها لعامة الناس أو لاهالى قرية أو قصيبة معينة، أما رقبتها فتبقى عائدة للدولة، ويشمل هذا النوع من الاراضى الطرق والاسواق العامة والمنتزهات والساحات والمراعى والموانى وغيرها.
- 3- الأراضى الموقوفة وهى على نوعين:
  - أ- الاوقاف الصحيحة: وهي التي كانت من الاراضي المملوكة أصلا ثم أوقفها المالك على جهة خيرية وفق الاحكام الشرعية، فتصبح الارض ورقبتها وحقوق التصرف فيها ومنافعها موقوفة جميعا.
  - ب- الاوقاف غير الصحيحة: وهى الاراضي التي أفرزت من الأراضي الاميرية وأوقفها السلاطين أنفسهم أو غيرهم بإذن منهم على جهة من الجهات الخيرية، وتعتبر هذه الاوقاف غير صحيحة لان رقبة الارض تبقى عائدة للدولة وان منافعها فقط هى التى توقف وتخصص لوجه من وجوه البر أو لجهة خيرية.
- 4- الأراضي الاميرية: هى الاراضي التي تعود رقبتها للدولة اما حق استعمالها واستغلالها فاما ان يبقى بيد الحكومة أو تفوضه الى الاشخاص أو تمنحه باللزمة، وعلى هذا الأساس تقسم الاراضى الاميرية الى ثلاثة اقسام:
  - أ- الاراضى المفوضة بالطابو - وهى التى يتمتع حائزوها بحق تصرف مسجل في دائرة الطابو، والتفويض معناه منح الدولة حق التصرف في اراضيها.
  - ب- الاراضى الممنوحة باللزمة وهى الاراضى الاميرية التى اكتسب حائزوها حق اللزمة عليها باحيائها بالزرع والغراس ولو لمدة قصيرة.
  - ج- الاميرية الصرفة: وهى الاراضى التى لم تفوض بالطابو ولم تمنح باللزمة للاشخاص المتصرفين فيها، وتقوم وزارة المالية عادة بإيجارها للمزارعين.[17]

## التجاوز في مدن العراق

### مدينة بغداد
حدث انتهاك نطاق الحزام الأخضر المحيط ببغداد تدريجياً، إذ كان 75% من محيط بغداد حزامٌ أخضر سنة 1956 ثم نقصت نسبة الحزام إلى 53% سنة 1972 ثم 38% سنة 2003 ثم 29% سنة 2013. 

نواحي محافظة بغداد

| المنطقة       | تجاوزها دونماً |
| الغدير        | 374.2         |
| بغداد الجديدة | 150           |
| الشعلة        | 91.76         |
| الصدر 1       |               |
| الشعب         | 180           |
| الدورة        | 22.5          |
| الرصافة       | 18.32         |
| الأعظمية      | 7.6           |
| الكرادة       | 67.42         |
| الكاظمية      | 18.28         |
| الصدر 2       |               |
| الرشيد        | 4.22          |
| الكرخ         | 11.6          |
| المنصور       |               |

### أراضي الجادرية

موقع مقاطعة الزوية في الجادرية وسط بغداد حيث أسعار الأراضي غالية جداً خيالية

متضررون من أهالي الجادرية في مقابلة مع المرجع الإسلامي الشيعي علي السستاني يعرضون عليه قضيتهم في 19 آب 2023

الجادرية محلّة عريقة في غرب  الكرادة الشرقية وسط بغداد، أعلنَ بعضُ أهاليها في 31 أيار سنة 2022 أن ميلشيات مرتبطة بالإطار التنسيقي تسعى إلى التجاوز على أراضي مصنفة أنها طابو زراعي في مقاطعة الزوية رقم 437/3 بالجادرية، وذلك بإجبار أهاليها على بيع أراضيهم بأثمان بخسة، وتهديدهم بانتزاع أراضيهم إن لم يوافقوا على البيع، ذكرَ أولئك الأهالي أن السعر الحقيقي للمتر يتراوح بين ألف إلى ألفين وخمسمئة دولار، وأما الجماعات المسلحة فإنها كانت تراود الأهالي لبيعها بأربعمئة دولار، وفي 13 آب سنة 2023 زارَ حاكم الزاملي محلةَ الجادرية فاستمع إلى شكوى أهلها فقالوا إن أراضيهم قد حدث عليها تجاوز، وقال أحدهم إنه ينوي الشكوى إلى علي السيستاني، وفي اليوم نفسه أعلنت الحكومة أن "رئيس مجلس الوزراء وجّه وزير الداخلية بالتحقيق في قضية التجاوز على أراضي المواطنين في الجادرية، كما وجّه مكتبه بالتواصل مع الأهالي المتضررين من جراء التجاوز على ممتلكاتهم"، ولم يحدث شيء حتى يوم 19 آب سنة 2023 حين زار المتضررون مكتب المرجع الديني علي السيستاني، وأعلنت مرجعية السستاني بيانها إذ قالت "هذه الممارسات المخالفة للشرع والقانون، من أهم واجبات مَن هُم في مواقع السلطة وبيدهم زمام أمور البلد، هو حماية ممتلكات المواطنين وحقوقهم، والوقوف في وجه من يسعون للتعدي عليها بالإرهاب والتخويف، لا سيما من يحملون صفات رسمية"، فأعلن مجلس الوزراء في اليوم نفسه عن تشكيل لجنة تحقيق وتوجيه "المحكمة المركزية" في منطقة الرصافة في بغداد باتخاذ إجراءات قانونية ضد المتهمين بسرقة الممتلكات، وذُكر في بيان الحكومة أن "الإجراءات الحكومية المتواصلة بهذا الصدد جاءت منسجمة مع توجيهات المرجع الأعلى السيد علي السيستاني، خلال لقائه اليوم السبت بالمواطنين المتضررين، وهي تأتي تاكيدا واسنادا لرؤى الحكومة في رفع الحيف عن المواطنين وملاحقة كل من تسول له نفسه تهديد المواطنين لغايات ومصالح خاصة"، وفي 22 آب نفت قناة العهد التابعة لعصائب أهل الحق "وجود أي تهديدات أو ابتزازات في منطقة الجادرية"، وفي اليوم نفسه ظهرت امرأة في قناة يو تي في ذكرت أنها ضحية لسرقة ممتلكاتها، واتهمت صفاء اللامي بتهديدها نيابةً عن الحلفي، وذلك باستخدام مركبات وأسلحة تابعة لـ"قوات الحشد الشعبي" ومملوكة للدولة من أجل ترهيبها ودفعها إلى مغادرة أرضها، ثم ذكرت الحكومة أسماء المتهمين بالتجاوز على أراضي الجدارية وهم مرتبطون مباشرة بالفصائل العسكرية في الإطار التنسيقي، وصدرت عليهم أوامر إلقاء قبض في 29 آب.

## التجاوز على الأرصفة

تجاوز تجاري على رصيف مشاة عام وُضعت عليه بضائع في محافظة ميسان

تجاوز سكني على رصيف مشاة عام بُنيت عليه غرفة في محافظة ميسان

ذُكر في المادة 27 من نظام الطرق والأبنية رقم 44 لسنة 1935 أنه يُمنع التجاوز على الطريق بوضع سلالم أو عتبات أو نوافذ للمخازن وكل ما يحتمل أن يعرقل السير أو يعيق الجمهور. وفي قانون وزارة البلديات المرقم 296 لسنة 1990 منع للتجاوز على الأرصفة والشوارع، وتُلزم البلديةُ المخالفين بغرامة مقدارها 100 ألف دينار حتى 500 ألف، غيرَ أن التجاوز التجاري والسكني على الأرصفة مستمرّ، نقل موقع رابطة المرأة العراقية عن شهيد الغالبي عضو المجلس البلدي لمحافظة ذي قار في يوم 28 تشرين الثاني سنة 2015 "التدخلات من بعض المسؤولين والسياسيين تمنع رفع التجاوزات عن الأرصفة التي وصلت حسب قوله إلى أكثر من (60%) مشيراً إلى وجود تنسيق بين بلدية المحافظة ومديرية شرطة ذي قار لرفع التجاوزات، إلا أن هناك جانباً من التردد في اتخاذ الإجراء القانوني لوجود التدخل السياسي من قبل الكتل!.. إن زيادة التجاوزات جاء لتدهور الوضع الاقتصادي في المحافظة مما دفع المواطن إلى فتح اكشاك ومحال متنقلة على الأرصفة لتداول البيع والشراء، مبينا: أن محافظة ذي قار تعمل على إيجاد الفرص الملائمة للمتجاوزين وإيجاد أماكن تجارية لنقلهم إليها". ويدافع بعض المتجاوزين عن أنفسهم بأنهم مضطرون إلى التجاوز على الأرصفة، قال سجاد الشويلي،وهو بائع مفترش للشارع في ساحة الحبوبي "إن بلدية الناصرية لم تفكر فينا ولا كيف نعيش؟ إنهم لم يجربوا الفقر والعوز الذي أجبر الكثير منا على فرش بضاعته وسط الشارع، ويتخذ بعض السكان من الشوارع والأرصفة مكاناً يبني عليه حديقة له، أو سياجاً، غرفة.

## مزارع أسماك

بحيرة أسماك في ناحية المدائن في محافظة بغداد سنة 2021

بعد الاحتلال الأمريكي للعراق سنة 2003، بدأ إنشاء مزارع سمكية، وانتشرت مواقعها في أرجاء العراق، وراجت تجارتها، منها 751 مزرعة أسماك متجاوزة أُحصيت سنة 2015 في محافظة بغداد وحدها، وسبب التجاوز هو عدم عائدية الأرض لأهل المزارع باعتبار أن الشرط الأساس لإنشاء مزرعة أسماك هو توفر طابو أو عقد زراعي لأرض غير صالحة للزراعة، أي إن شرط إنشاء مزرعة أسماك أن يكون جنس الأرض بوراً، وفي محافظة بابل كان عدد المزارع المتجاوزة 700 مزرعة في سنة 2022.
| الناحية   | مزارعها المتجاوزة | مزارعها المجازة | مساحات كل المزارع دونماً |
| المدائن   | 18                | 169             | 2956                    |
| الجسر     |                   | 41              | 1407                    |
| النهروان  | 22                | 25              | 570                     |
| الاستقلال | 1                 | 2               | 19                      |
| الرصافة   |                   | 1               | 5                       |
| الطارمية  | 133               | 67              | 1202                    |
| المشاهدة  | 186               |                 |                         |
| الكاظمية  | 2                 | 14              | 364                     |
| الكرخ     | 16                | 1               | 290                     |
| أبو غريب  | 5                 | 13              | 108                     |
| الرشيد    | 83                | 27              | 480                     |
| اليوسفية  | 272               | 68              | 1091                    |
| المحمودية |                   | 21              | 271                     |
| اللطيفية  | 14                | 21              | 626                     |

## حلول قانونية
.

رئيس الوزراء محمد شياع السوداني مجتمعاً في 11 تموز سنة 2024 لمتابعة قرار مجلس الوزراء بشأن تغيير جنس الأراضي الزراعية إلى سكنية

في يوم 20 كانون الثاني سنة 2023 قال مدير عام دائرة الأراضي الزراعية في وزارة الزراعة إن "مجلس الوزراء أصدر القرار 320 لسنة 2022 لمعالجة مشكلة التجاوزات الحاصلة على الأراضي الزراعية المملوكة للدولة التي تم استغلالها بشكل عشوائي كمجمعات سكنية دخلت في تصاميم المدن، القرار تضمن تمليك هذه الأراضي إلى المؤسسات البلدية وأمانة بغداد، وبعد عملية تمليكها يتم بيعها إلى المواطنين الشاغلين فيها وفق قانون بيع وإيجار أموال الدولة رقم 21 لسنة 2013 وفق المادتين السابعة والثامنة من هذا القرار"، أما فيما يتعلق بمسودة قانون معالجة التجاوزات السكنية فقد تم سحبها من الحكومة والبرلمان وعرضت حاليا على لجنة خاصة بإشراف هيئة المستشارين، اللجنة ستدرس كافة المواد التي شملتها مسودة القانون وسيتم تعديل وإضافة بعض المواد ليكون هذا القانون قابلا للتطبيق ومعالجا بشكل جذري لمشكلة التجاوزات التي حدثت على الأراضي الزراعية إن كانت مملوكة للدولة أو الحقوق التصرفية، مسودة القانون السابقة لم تعالج مشكلة الأراضي التي جنسها زراعي وفيها حقوق تصرفية، المعالجة ستكون من قبل لجان فضلا عن جرد للأحياء من خلال لجان تستقبل الطلبات إضافة إلى لجان أخرى لتعديل التصميم وفق التصاميم الحديثة للمدن، ويتم مصادقة هذا التصميم بشكل أصولي من قبل المحافظ أو أمين بغداد، بعض المناطق والأحياء لم يتم معالجتها، بالتالي يتم تعويض شاغليها بقطعة سكنية مناسبة في حال تكون معارضة للتصميم، وزارة التخطيط لديها صور فضائية وعلى ضوئها وخلال الفترة المحددة من 2016 لغاية 2022 ستملك وفقا للصور أما بعدها لا يجوز التمليك بالبناء الحديث الذي حدث بعد عام 2022". وذُكرَ في كتاب مِن مكتب رئيس الوزراء صدر في 6 نيسان سنة 2023 أن رئيس الوزراء وجّهَ "بتسهيل إدخال المواد الإنشائية إلى الأراضي الزراعية والتي مضى على بنائها فترات طويلة واكتسبت الطابع السكني من خلال خدمات متكاملة لكنها لاتزال تعاني من منع دخول مواد الترميم والخدمات...وهذا لا ينطبق على المناطق الزراعية التي يتم تقطيعها وبيعها حديثاً تجاوزاً للضوابط والتعليمات".

## النفط

حقل علاس في شمال شرق محافظة صلاح الدين سيطر عليه تنظيم الدولة أثناء احتلاله لمحافظة صلاح الدين فكان مصدراً مالياً أساسياً للتنظيم ثم سيطرت عليه ميلشيات موالية لحكومة إيران

في يوم 7 حزيران سنة 2022، قالت جريدة العرب "ونجحت الميليشيات الموالية لإيران منذ العام 2014 في بناء شبكة اقتصادية متشعبة تتغذى في جانب كبير منها على النفط العراقي، حيث تمتلك هذه الميليشيات بعض الحقول النفطية في مناطق ذات غالبية سنية مثل علاس والقيارة ونجمة، مستفيدة من شركات نقل وإمداد وشحن تسيطر عليها في محافظة البصرة جنوب البلاد لتهريب النفط المسروق من هذه الحقول"، ونقلت الجريدة عن حاكم الزاملي قولَهُ إن "معلومات موثقة تشير إلى أن عمليات تهريب المشتقات النفطية تصل كمياتها إلى نصف حجم المصدر الفعلي من النفط العراقي، وهذا يعني هدر ثروات مالية ضخمة جدًا تذهب لصالح مافيات وجهات نافذة متخصصة استعانت بشركات نفطية عالمية لنصب معدات التهريب". وقالت لورا عادل وسارة فارس في مقالهما المنشور في موقع المبادرة العالمية لمكافحة الجريمة المنظمة العابرة للحدود الوطنية في يوم 10 شباط سنة 2023 "استغل الحشدُ الشعبي اضطرابَ الأحوال في شمال العراق فسيطرَ على 72 حقلاً نفطياً غنياً أو أكثر في محافظات العراق الشمالية كمحافظة نينوى وصلاح الدين، ويُعتقد أن الحشد الشعبي يُنفق على عملياته من الاستفادة القصوى من تهريب النفط".

### مجهولية المالك
مجهولية المالك مسألة فقهية ازداد الكلام فيها بعد الاحتلال الأمريكي للعراق سنة 2003 فذُكرَ أن بعض الأحزاب الدينية بالعراق قد اتخذوا مسألة مجهولية المالك وسيلةً للاستيلاء على معادن الأرض كالنفط وغيره، وفقاً لفتاوى دينية، قال انتفاض قنبر "إن سرقة النفط العراقي مو حرام..حلال..نعم لأن يعتبروه مال ليس له صاحب..مثل المطَر..المطر ينزل من السماء وهذا يطلع من الأرض..هذا ما لَهُ صاحب..يستطيعون أخذه، ونسرقه..مو حرام"، وقال فائق الشيخ علي مخاطباً السياسيين في الحكم "أنت اللي تحكم..لابس عمامة وإسلامي..وشعاراتك الدين..ماذا فلعتَ بالبلد؟ إلى أين وصلنتنا؟ أنت تعتبر أملاك العراق مجهول المالك وتسرقها..أنت حرامي..لص..أصلاً أنت جاي للحكم لأن حرامي..هاي السبب…أمّا المدني العلماني لا يعترف أن أموال الدولة مجهولة المالك"، وقالت عالية نصيف "هناك فتوى تقول إن أملاك الدولة مجهولة المالك وبالتالي نحن من حقنا أن نسرقها….وسَرَقت ما سرَقتْ مِن أموال الدولة العراقية..هذه الحالة من المفاهيم اللي تُسمى تقية..نحن نسميها حيلة قانونية….اشلون تعتبره مجهول المالك؟…هذا ملك شعب تُبيح لنفسك أن تسرقه.". وسئل علي السستاني أحد مراجع الشيعة الإثني عشرية "إذا كان للمسلم المالك لقطعة أرض خاصة به في الحق أن يمتلك ما فيها من نفط أو منجم للذهب او شابهه من الثروات والتي تعتبر من الأملاك العامة التي يتقاسم فيها الجميع؟ الجواب: المعادن الباطنة لا تتبع الأرض ولا تملك بإحيائها."، وقال السستاني "(مجهول المالك) مصطلح فقهي يعبّر به عن الأموال الخارجية التي يكون لها مالك ولكن لا سبيل إلى تشخيصه، والأموال التي هي تحت تصرف الحكومة في الدول الإسلامية على أقسام:فمنها: ما يكون ثمناً لما تبيعه الحكومة من المعادن المستخرجة من الأرض كالنفط والغاز والكبريت وغيرها، وما تشتريه به من المصانع والبضائع والأدوية وما تشيده به من المستشفيات والمدارس والجامعات وسائر مؤسسات الدولة، وغير ذلك مما تقتضيه مصلحة الشعب".

## فتاوى
سئل المرجع الإسلامي الشيعي علي السيستاني عن "التجاوز على الأراضي العامة المسجلة باسم البلدية أو أحد دوائر الدولة وبناء دور سكنية عليها دون الحصول على أية موافقات من الجهات ذات العلاقة أو أحد وكلائكم"، فأجابَ مكتبُ علي السيستاني في 6 أيلول 2006 فقال "لم يُرخِّص سماحة السيد مدّ ظلّه لأي شخص أو جهة بالاستيلاء على قطع الأراضي الخالية في الأحياء السكنية أو في في غيرها من دون الحصول على الموافقات الرسمية الأصولية، بل قد منعَ مِن ذلك كما هو منشور في أجوبة استفتاءاته، ومَنْ قام بالبناء في هذه الأراضي لم يستتبع ذلك حقاً له فيها، وبالإبمكان إلزامه بالتخلية، والله العالم"، وسئل الأراضي الفارغة المخطط لها أن تكون حدائق عامة وساحات ومدارس ومرافق عامى أخرى هل يجوز عن تقسيمها وبناء بيوت سكنية فيها؟ فقال "هذه القطع تُعدّ من حريم المناطق السكنية ولا يجوز التصرف فيها بما ذُكر"، وسئل عن توزيع بعض الناس للأراضي الموات لبنائها بيوتاً، فقال "لا إذن بإحياء الأراضي الموات من دون استحصال الموافقات الرسمية"، وسئل عن حفر مواقع الآثار بالعراق واستخراج قطع منها وبيعها في الداخل أو تهريبها إلى الخارج، هل يجوز ذلك؟ فقال إنه يمنع ذلك ولا فرق بين الآثار الإسلامية وغيرها، وسئل في 20 ربيع الآخر سنة 1424 الهجرية عن ما قيل إن بعض اليهود الصهاينة قد دخلوا العراق بعد الاحتلال ويسعون في عملية منظمة إلى شراء الفنادق والمراكز التجارية والدور وقطع الأراضي في بغداد والمحافظات فقال "لا يجوز البيع، والثمنُ سحتٌ"

## أملاك الوقف السني
بعد الاحتلال الأمريكي للعراق سنة 2003، انحلّت وزارة الأوقاف والشؤون الدينية التي كانت تدير شؤون الأوقاف للأديان والمذاهب كلها، قال سعد كمبش، حين كان رئيس ديوان الوقف السني إن “ورثة وزارة الأوقاف والشؤون الدينية هم ثلاثة، الأكبر والأوسط والأصغر، والأكثر هو الوقف السني لكون 95% من الأملاك التابعة لوزارة الأوقاف، عائدة بحجة وقتية ثابتة في المنشأ والأصل للوقف السني، وهذا الأمر يتسبب بخلافات ما بين الأوقاف..جزء كبير من حصة الوقف السني، تم الاستيلاء عليها بطرق غير شرعية، من قبل الوقف الشيعي، والميليشيات والخارجين عن القانون، وحتى الدولة، منهم من يدعي الاستيلاء عليها بحجة الحفاظ عليها، وآخر يدعي أنه أحق بها، ولا يمكن حل هذه المشاكل الا اذا كانت هناك دولة قوية عادلة تنفذ قراراتها..الجزء الأكبر من الوقف الشيعي لا توجد مشاكل معه، كونه ملتزم بالضوابط الشرعية والحدود، لكن هناك جهات خارجة عن قانون الوقف الشيعي تستولي على املاك الوقف السني، واغلبها هي قطع الأراضي والعمارات والبساتين والأماكن الصناعية وغيرها”. وقال عدنان الدليمي رئيس ديوان الوقف السني " بعد حل وزارة الأوقاف وتشكيل ديوان (الوقف السني) وديوان (الوقف الشيعي)؛ عقدنا اجتماعات عدة بين إدارة الوقفين لوضع أسس توزيع الأوقاف والمباني التابعة لوزارة الأوقاف قبل الاحتلال، وقد أثبتنا بالأدلة القاطعة بأنَّ جميع هذه الأبنية هي من الأوقاف السنية؛ لأنَّ الواقفين لها كلهم من أبناء السنة في العهد العثماني والملكي، وأثبتنا عائدية جميع الموقوفات بالحجج الوقفية أنها لأبناء السنة...ووضعنا شرطين يرجع إليهما عند الخلاف: أولهما: الرجوع إلى مذهب الواقف سنيًا أو شيعيًا. وثانيهما: الجهة الموقوف لها. فإذا كانت شيعية يكون الوقف شيعيًا وإذا كانت سنية يكون الوقف سنيًا في حالة عدم معرفة مذهب الواقف".

## التجاوز خارج العراق

بناية السفارة العراقية بالبحرين

في 28 تشرين الثاني سنة 2021، نقلت الجزيرة نت عن طه الدفّاعي عضو سابق في لجنة النزاهة في مجلس النواب أنه قال "إن أملاك العراق في الخارج كبيرة وأسعارها مرتفعة، وتوجد في مختلف دول العالم مثل بريطانيا وفرنسا وسويسرا وفي العديد من الدول الأوروبية والآسيوية والعربية، لكنها غير متابعة وبعضها بيع بوسائل غير قانونية، مبيّنا أن معظمها تعود ملكيته إلى وزارات المالية والتجارة والتربية وجهاز المخابرات العراقي ومؤسسات أخرى"، وقال الدفّاعي "بعض الدول غير متعاونة مع العراق في هذا الملف…الكثير من الأملاك تعرضت الى الدمار والاندثار لعدم صيانتها وادامتها وعدم استغلالها"، وقال المستشار المالي للحكومة العراقية مظهر محمد صالح "إن هيئة النزاهة تتولى إدارة صندوق استرداد الأموال ومنها العقارات العراقية في الخارج، وذلك وفق آلية ملاحقة قضائية منظمة تمتد بين القضاء العراقي والقضاء الأجنبي في منطقة الولاية القضائية الخارجية التي يوجد المال العراقي موضوع الاسترداد فيها، سواء أكانت الأموال عقارات أم ودائع أم أصولا مالية وعينية مختلفة..العمل الحكومي يسير باتجاه حصر الأصول العقارية المنتشرة في مختلف بقاع المعمورة، وملاحقة مرتكبي جريمة اختلاسها أو إخفاء أحقية بغداد بها تحت مختلف المسميات"، وقال عقيلٌ الأنصاري، خبيرُ تجارة واقتصاد عراقيٌ، إن "ما بين 80 إلى 90 مليار دولار هي قيمة الأصول العراقية في الخارج تتوزع على أكثر من 50 دولة في أنحاء العالم، بين عقارات ومزارع وقصور ومدارس للجالية العراقية ومكاتب لشركات حكومية ومصارف عراقية وبيوت للبعثات الدبلوماسية، "كان يستخدمها النظام السابق قبل عام 2003 بطرق ملتوية لتسجيل الأصول والأموال في صورة حسابات لبعض الأفراد والشركات التابعة للدولة العراقية". وفي شهر أيار سنة 2020 قال عبد الله الخربيط، قيادي في تحالف تقدم إن “القيمة ( الدفترية ) لكل عقارات الوقف السني تصل إلى ٧٥٠ ترليون دينار منها ١١ ألف عقار خارج العراق” وذكر أن من بين المواقع إسطنبول، وكوالالمبور، ودمشق.

## الهوامش
- «1»: أي يبور 400 ألف دونم فتصبح غير صالحة للزراعة.